# Neško Milovanović
Neško Milovanović (sinh ngày 4 tháng 12 năm 1974) là một cầu thủ bóng đá người Serbia.

## Sự nghiệp câu lạc bộ
Neško Milovanović đã từng chơi cho Sanfrecce Hiroshima.

## Thống kê câu lạc bộ

### J.League
| Đội                 | Năm       | J.League | J.League | J.League Cup | J.League Cup | Tổng cộng | Tổng cộng |
| Đội                 | Năm       | Trận     | Bàn      | Trận         | Bàn          | Trận      | Bàn       |
| ------------------- | --------- | -------- | -------- | ------------ | ------------ | --------- | --------- |
| Sanfrecce Hiroshima | 2002      | 8        | 0        | 4            | 0            | 12        | 0         |
| Tổng cộng           | Tổng cộng | 8        | 0        | 4            | 0            | 12        | 0         |